# Sarah Etonge
Sarah Liengu Etonge (née en 1967 à Buéa, province du Sud-Ouest, Cameroun) est une marathonienne camerounaise et figure de légende de l'ascension du Mont Cameroun pour avoir remporté l'épreuve à sept reprises après six maternités. 

## Palmarès
A 56 ans, elle a six maternités et sept titres de championne . Sa dernière victoire en date 2005 fut obtenue au terme d'une course de 5 heures 38 minutes 06 secondes.

### Sur le Mont Cameroun
L'ascension la plus pénible de la sous-région d'Afrique centrale, celle du mont Cameroun, le "Chars des Dieux" dont le sommet culmine à 4100 m. s'étend sur 42 km de pentes escarpées. Les pierres aiguës, comme des lames, coupent les souliers. La température varie entre 40° au pied et presque 0° au sommet.

## Distinctions
L'athlète est admirée au-delà du Cameroun,.
Depuis mars 2005, Sarah Etonge est honorée du titre de « Docteur des montagnes » par le président de l'université de Buéa.
En 2006, une statue est érigée en son honneur. Ce n'est que la deuxième que compte la ville de Buéa après celle d'Otto von Bismarck.